# Wout Faes
Wout Faes (prononcé en néerlandais [ˈʋʌut ˈfaːs]), né le 3 avril 1998 à Mol en Belgique, est un footballeur international belge qui joue au poste de défenseur à Leicester City.

## Biographie

### En club
Avec l'équipe des moins de 19 ans du RSC Anderlecht, il atteint les demi-finales de l'UEFA Youth League en 2016, en étant battu par le club londonien de Chelsea.

#### KV Ostende (2018-2022)
Lors de la saison 2017-2018, il est cédé par le RSC Anderlecht au club côtier du KV Ostende. Il marque son premier but pour le KV Ostende le 24 août 2018, à domicile contre le SV Zulte Waregem.

#### Stade de Reims (2020-2022)
Le 31 janvier 2020, Wout Faes signe un contrat de quatre ans et demi avec le Stade de Reims, mais termine la saison à Ostende. sous forme de prêt.

#### Leicester City (depuis 2022)
En toute fin de mercato d'été 2022, Faes signe un contrat de cinq ans avec Leicester City, il y rejoint une colonie belge déjà riche de Youri Tielemans, Dennis Praet et Timothy Castagne. En fin de saison le club est relégué en deuxième division mais remonte dès la saison suivante en terminant champion.
Pour sa troisième saison au club, il est de nouveau relégué en championship.

### En sélections nationales

#### Avec les catégories jeunes
Avec les moins de 17 ans, il participe au championnat d'Europe des moins de 17 ans en 2015. Lors de cette compétition, il joue quatre matchs, dont trois comme capitaine. La Belgique s'incline en demi-finale face à la France après une séance de tirs au but.
Il dispute ensuite quelques mois plus tard la Coupe du monde des moins de 17 ans organisée au Chili. Lors du mondial junior, il joue sept matchs, en étant de nouveau capitaine. Il délivre une passe décisive au premier tour face au Honduras. La Belgique se classe troisième de ce mondial.
Avec les moins de 19 ans, il est également capitaine à de multiples reprises. En octobre 2016, il marque un but contre la Finlande lors des éliminatoires du championnat d'Europe des moins de 19 ans.

#### Avec l'équipe première
Wout Faes est appelé pour la première fois en équipe A à l'occasion de la dernière rencontre des éliminatoires de la Coupe du monde au Qatar face au pays de Galles, il ne rentre toutefois pas en jeu.
Il honore finalement sa première sélection avec la Belgique le 8 juin 2022, lors d'une rencontre contre la Pologne dans le cadre de la Ligue des nations. Il entre à la 85e à la place d'Axel Witsel. Les Diables rouges s'imposent sur un score écrasant de six buts à un.

##### Coupe du monde 2022
Le 10 novembre 2022, il est sélectionné par Roberto Martínez pour participer à la Coupe du monde 2022 mais ne prend part à aucun match et voit son équipe éliminée dès la phase de poule.

#### Euro 2024
Le 28 mai 2024, il est retenu parmi les 25 joueurs belges convoqués par Domenico Tedesco pour participer à l'Euro 2024. Il est titulaire lors des trois matchs de poule puis lors du huitième de finale perdu contre la France un but à zéro.

## Statistiques

### En club
| Saison                | Club                       | Championnat           | Championnat | Championnat | Championnat | Coupe nationale | Coupe nationale | Coupe nationale | Coupe de la Ligue | Coupe de la Ligue | Coupe de la Ligue | Compétition(s) continentale(s) | Compétition(s) continentale(s) | Compétition(s) continentale(s) | Compétition(s) continentale(s) | Autres compétitions | Autres compétitions | Autres compétitions | Autres compétitions | Total | Total | Total |
| Saison                | Club                       | Division              | M.          | B.          | P.d.        | M.              | B.              | P.d.            | M.                | B.                | P.d.              | Comp.                          | M.                             | B.                             | P.d.                           | Comp.               | M.                  | B.                  | P.d.                | M.    | B.    | P.d.  |
| 2016-2017             | SC Heerenveen (prêt)       | Eredevisie            | 7           | 0           | 0           | -               | -               | -               | -                 | -                 | -                 | -                              | -                              | -                              | -                              | PO                  | 1                   | 0                   | 0                   | 8     | 0     | 0     |
| 2017-2018             | Excelsior Rotterdam (prêt) | Eredivisie            | 19          | 0           | 0           | 1               | 0               | 0               | -                 | -                 | -                 | -                              | -                              | -                              | -                              | -                   | -                   | -                   | -                   | 20    | 0     | 0     |
| 2018-2019             | KV Ostende                 | Division 1A           | 26          | 1           | 1           | 5               | 1               | 0               | -                 | -                 | -                 | -                              | -                              | -                              | -                              | PO2                 | 9                   | 0                   | 0                   | 40    | 2     | 1     |
| 2019-2020             | KV Ostende                 | Division 1A           | 28          | 0           | 1           | 2               | 0               | 0               | -                 | -                 | -                 | -                              | -                              | -                              | -                              | -                   | -                   | -                   | -                   | 30    | 0     | 1     |
| Sous-total            | Sous-total                 | Sous-total            | 54          | 1           | 2           | 7               | 1               | 0               | -                 | -                 | -                 | -                              | -                              | -                              | -                              | -                   | 9                   | 0                   | 0                   | 70    | 2     | 2     |
| 2020-2021             | Stade de Reims             | Ligue 1               | 33          | 1           | 0           | -               | -               | -               | -                 | -                 | -                 | C3                             | 2                              | 0                              | 0                              | -                   | -                   | -                   | -                   | 35    | 1     | 0     |
| 2021-2022             | Stade de Reims             | Ligue 1               | 37          | 4           | 0           | 2               | 0               | 0               | -                 | -                 | -                 | -                              | -                              | -                              | -                              | -                   | -                   | -                   | -                   | 39    | 4     | 0     |
| 2022-2023             | Stade de Reims             | Ligue 1               | 3           | 0           | 0           | -               | -               | -               | -                 | -                 | -                 | -                              | -                              | -                              | -                              | -                   | -                   | -                   | -                   | 3     | 0     | 0     |
| Sous-total            | Sous-total                 | Sous-total            | 73          | 5           | 0           | 2               | 0               | 0               | -                 | -                 | -                 | -                              | 2                              | 0                              | 0                              | -                   | -                   | -                   | -                   | 77    | 5     | 0     |
| 2022-2023             | Leicester City FC          | Premier League        | 31          | 1           | 2           | 2               | 0               | 0               | 3                 | 0                 | 0                 | -                              | -                              | -                              | -                              | -                   | -                   | -                   | -                   | 36    | 1     | 2     |
| 2023-2024             | Leicester City FC          | Championship          | 43          | 2           | 0           | 1               | 0               | 0               | 2                 | 0                 | 0                 | -                              | -                              | -                              | -                              | -                   | -                   | -                   | -                   | 46    | 2     | 0     |
| 2024-2025             | Leicester City FC          | Premier League        | 34          | 1           | 0           | 2               | 1               | 0               | 1                 | 0                 | 0                 | -                              | -                              | -                              | -                              | -                   | -                   | -                   | -                   | 37    | 2     | 0     |
| 2025-2026             | Leicester City FC          | Championship          | 2           | 1           | 1           | -               | -               | -               | 1                 | 0                 | 0                 | -                              | -                              | -                              | -                              | -                   | -                   | -                   | -                   | 3     | 1     | 1     |
| Sous-total            | Sous-total                 | Sous-total            | 110         | 5           | 3           | 5               | 1               | 0               | 7                 | 0                 | 0                 | -                              | -                              | -                              | -                              | -                   | -                   | -                   | -                   | 122   | 6     | 3     |
| Total sur la carrière | Total sur la carrière      | Total sur la carrière | 263         | 11          | 5           | 15              | 2               | 0               | 7                 | 0                 | 0                 | -                              | 2                              | 0                              | 0                              | -                   | 10                  | 0                   | 0                   | 297   | 13    | 5     |

### En sélections nationales
| Saison                | Sélection             | Phases finales        | Phases finales | Phases finales | Phases finales | Éliminatoires CDM | Éliminatoires CDM | Éliminatoires CDM | Éliminatoires EURO | Éliminatoires EURO | Éliminatoires EURO | Ligue des Nations | Ligue des Nations | Ligue des Nations | Matchs amicaux | Matchs amicaux | Matchs amicaux | Total | Total | Total |
| Saison                | Sélection             | Compétition           | M              | B              | Pd             | M                 | B                 | Pd                | M                  | B                  | Pd                 | M                 | B                 | Pd                | M              | B              | Pd             | M     | B     | Pd    |
| --------------------- | --------------------- | --------------------- | -------------- | -------------- | -------------- | ----------------- | ----------------- | ----------------- | ------------------ | ------------------ | ------------------ | ----------------- | ----------------- | ----------------- | -------------- | -------------- | -------------- | ----- | ----- | ----- |
| 2021-2022             | Belgique              | -                     | -              | -              | -              | 0                 | 0                 | 0                 | -                  | -                  | -                  | 1                 | 0                 | 0                 | 0              | 0              | 0              | 1     | 0     | 0     |
| 2022-2023             | Belgique              | Coupe du monde 2022   | 0              | 0              | 0              | -                 | -                 | -                 | 3                  | 0                  | 0                  | -                 | -                 | -                 | 1              | 0              | 0              | 4     | 0     | 0     |
| 2023-2024             | Belgique              | Euro 2024             | 4              | 0              | 0              | -                 | -                 | -                 | 5                  | 0                  | 1                  | -                 | -                 | -                 | 5              | 0              | 1              | 14    | 0     | 2     |
| 2024-2025             | Belgique              | -                     | -              | -              | -              | 2                 | 0                 | 0                 | -                  | -                  | -                  | 7                 | 0                 | 1                 | -              | -              | -              | 9     | 0     | 1     |
| Total sur la carrière | Total sur la carrière | Total sur la carrière | 4              | 0              | 0              | 2                 | 0                 | 0                 | 8                  | 0                  | 1                  | 8                 | 0                 | 1                 | 6              | 0              | 1              | 28    | 0     | 3     |

### Matchs internationaux
| Matchs internationaux de Wout Faes | Matchs internationaux de Wout Faes | Matchs internationaux de Wout Faes                     | Matchs internationaux de Wout Faes | Matchs internationaux de Wout Faes | Matchs internationaux de Wout Faes      | Matchs internationaux de Wout Faes | Matchs internationaux de Wout Faes                               |
| #                                  | Date                               | Lieu                                                   | Adversaire                         | Résultat                           | Compétition                             | Club                               | Notes                                                            |
| ---------------------------------- | ---------------------------------- | ------------------------------------------------------ | ---------------------------------- | ---------------------------------- | --------------------------------------- | ---------------------------------- | ---------------------------------------------------------------- |
| 1                                  | 8 juin 2022                        | Stade Roi Baudouin, Bruxelles, Belgique                | Pologne                            | V 6 - 1                            | Ligue des nations 2022-2023             | Stade de Reims                     | Entre en jeu à la place de Axel Witsel à la 84e minute de jeu.   |
| 2                                  | 24 mars 2023                       | Friends Arena, Solna, Suède                            | Suède                              | V 3 - 0                            | Éliminatoires de l'Euro 2024            | Leicester City                     | Titulaire.                                                       |
| 3                                  | 28 mars 2023                       | RheinEnergieStadion, Cologne, Allemagne                | Allemagne                          | V 3 - 2                            | Match amical                            | Leicester City                     | Titulaire.                                                       |
| 4                                  | 17 juin 2023                       | Stade Roi Baudouin, Bruxelles, Belgique                | Autriche                           | N 1 - 1                            | Éliminatoires de l'Euro 2024            | Leicester City                     | Titulaire.                                                       |
| 5                                  | 20 juin 2023                       | A. Le Coq Arena, Tallinn, Estonie                      | Estonie                            | V 3 - 0                            | Éliminatoires de l'Euro 2024            | Leicester City                     | Titulaire.                                                       |
| 6                                  | 9 septembre 2023                   | Dalga Arena, Bakou, Azerbaïdjan                        | Azerbaïdjan                        | V 1 - 0                            | Éliminatoires de l'Euro 2024            | Leicester City                     | Titulaire.                                                       |
| 7                                  | 12 septembre 2023                  | Stade Roi Baudouin, Bruxelles, Belgique                | Estonie                            | V 5 - 0                            | Éliminatoires de l'Euro 2024            | Leicester City                     | Titulaire.                                                       |
| 8                                  | 13 octobre 2023                    | Stade Ernst-Happel, Vienne, Autriche                   | Autriche                           | V 3 - 2                            | Éliminatoires de l'Euro 2024            | Leicester City                     | Titulaire.                                                       |
| 9                                  | 16 octobre 2023                    | Stade Roi Baudouin, Bruxelles, Belgique                | Suède                              | N 1 - 1                            | Éliminatoires de l'Euro 2024            | Leicester City                     | Titulaire.                                                       |
| 10                                 | 15 novembre 2023                   | Stade Den Dreef, Louvain, Belgique                     | Serbie                             | V 1 - 0                            | Match amical                            | Leicester City                     | Entre en jeu à la place de Arthur Theate à la 46e minute de jeu. |
| 11                                 | 19 novembre 2023                   | Stade Roi Baudouin, Bruxelles, Belgique                | Azerbaïdjan                        | V 5 - 0                            | Éliminatoires de l'Euro 2024            | Leicester City                     | Titulaire.                                                       |
| 12                                 | 23 mars 2024                       | Aviva Stadium, Dublin, Irlande                         | République d'Irlande               | N 0 - 0                            | Match amical                            | Leicester City                     | Titulaire.                                                       |
| 13                                 | 26 mars 2024                       | Stade de Wembley, Londres, Angleterre                  | Angleterre                         | N 2 - 2                            | Match amical                            | Leicester City                     | Entre en jeu à la place de Zeno Debast à la 82e minute de jeu.   |
| 14                                 | 5 juin 2024                        | Stade Roi Baudouin, Bruxelles, Belgique                | Monténégro                         | V 2 - 0                            | Match amical                            | Leicester City                     | Titulaire, remplacé par Axel Witsel à la 46e minute de jeu.      |
| 15                                 | 8 juin 2024                        | Stade Roi Baudouin, Bruxelles, Belgique                | Luxembourg                         | V 3 - 0                            | Match amical                            | Leicester City                     | Titulaire.                                                       |
| 16                                 | 17 juin 2024                       | Frankfurt Arena, Francfort, Allemagne                  | Slovaquie                          | D 0 - 1                            | Euro 2024                               | Leicester City                     | Titulaire.                                                       |
| 17                                 | 22 juin 2024                       | Stade de Cologne, Cologne, Allemagne                   | Roumanie                           | V 2 - 0                            | Euro 2024                               | Leicester City                     | Titulaire.                                                       |
| 18                                 | 26 juin 2024                       | Stuttgart Arena, Stuttgart, Allemagne                  | Ukraine                            | N 0 - 0                            | Euro 2024                               | Leicester City                     | Titulaire.                                                       |
| 19                                 | 1er juillet 2024                   | Düsseldorf Arena, Düsseldorf, Allemagne                | France                             | D 0 - 1                            | Euro 2024                               | Leicester City                     | Titulaire.                                                       |
| 20                                 | 6 septembre 2024                   | Nagyerdei Stadion, Debrecen, Hongrie                   | Israël                             | V 3 - 1                            | Ligue des nations 2024-2025             | Leicester City                     | Titulaire.                                                       |
| 21                                 | 9 septembre 2024                   | Parc Olympique lyonnais, Décines-Charpieu, France      | France                             | D 0 - 2                            | Ligue des nations 2024-2025             | Leicester City                     | Titulaire.                                                       |
| 22                                 | 10 octobre 2024                    | Stade olympique, Rome, Italie                          | Italie                             | N 2 - 2                            | Ligue des nations 2024-2025             | Leicester City                     | Titulaire.                                                       |
| 23                                 | 14 octobre 2024                    | Stade Roi Baudouin, Bruxelles, Belgique                | France                             | D 1 - 2                            | Ligue des nations 2024-2025             | Leicester City                     | Titulaire.                                                       |
| 24                                 | 14 novembre 2024                   | Stade Roi Baudouin, Bruxelles, Belgique                | Italie                             | D 0 - 1                            | Ligue des nations 2024-2025             | Leicester City                     | Titulaire.                                                       |
| 25                                 | 17 novembre 2024                   | Bozsik Aréna (en), Budapest, Hongrie                   | Israël                             | D 0 - 1                            | Ligue des nations 2024-2025             | Leicester City                     | Titulaire.                                                       |
| 26                                 | 23 mars 2025                       | Cegeka Arena, Genk, Belgique                           | Ukraine                            | V 3 - 0                            | Ligue des nations 2024-2025             | Leicester City                     | Titulaire.                                                       |
| 27                                 | 6 juin 2025                        | Stade national Toše-Proeski, Skopje, Macédoine du Nord | Macédoine du Nord                  | N 1 - 1                            | Éliminatoires de la Coupe du monde 2026 | Leicester City                     | Titulaire.                                                       |
| 28                                 | 9 juin 2025                        | Stade Roi Baudouin, Bruxelles, Belgique                | Pays de Galles                     | V 4 - 3                            | Éliminatoires de la Coupe du monde 2026 | Leicester City                     | Titulaire.                                                       |

## Palmarès

### En club
|  |  | Leicester City - Championnat d'Angleterre de deuxième division (1) : - Champion : 2024. |

### En sélections nationales
|  |  | Belgique -17 ans - Coupe du monde -17 ans : - Troisième : 2015. |